# Venkatraipur
Venkatraipur es una ciudad censal situada en el distrito de Ganjam en el estado de Odisha (India). Su población es de 4401 habitantes (2011). Se encuentra a 8 km de Brahmapur y a 168 km de Bhubaneswar.

## Demografía
Según el censo de 2011 la población de Venkatraipur era de 4401 habitantes, de los cuales 2092 eran hombres y 2309 eran mujeres. Venkatraipur tiene una tasa media de alfabetización del 53,90%, inferior a la media estatal del 72,87%: la alfabetización masculina es del 64,42%, y la alfabetización femenina del 44,85%.